# Phintella aequipeiformis
Phintella aequipeiformis là một loài nhện trong họ Salticidae.
Loài này thuộc chi Phintella. Phintella aequipeiformis được Marek Żabka miêu tả năm 1985.